# Паралімпійське плавання

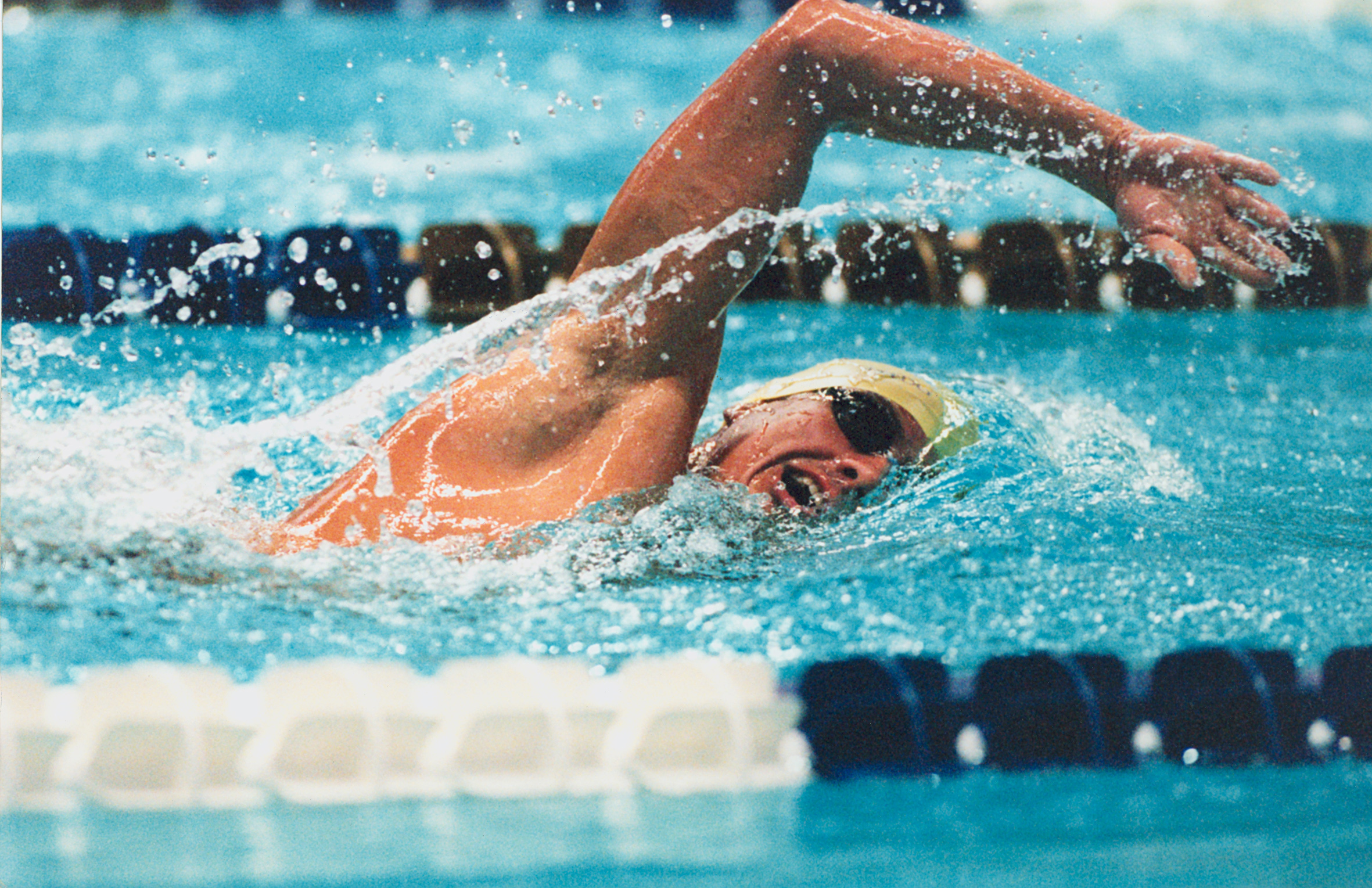
На Паралімпійських іграх у 1996 році

Паралімпійське плавання — адаптовані змагання з плавання для спортсменів з обмеженими можливостями. У паралімпійському плаванні змагаються не лише на літніх Паралімпійських іграх, але у спортивних змаганнях інвалідів в усьому світі. Цей вид спорту регулює Міжнародний паралімпійський комітет.

## Історія
Паралімпійське плавання було частиною програми на Паралімпійських іграх у Римі в 1960 році. Відтоді через кожні чотири роки спостерігається збільшення кількості спортсменів і країн, що беруть участь в іграх. Тріша Зорн з США, яка завоювала 32 золотих, 9 срібних і 5 бронзових медалей в період між 1980 та 2004 роками є найтитулованішою спортсменкою в цьому виді спорту. На іграх у Лондоні в 2012 році брало участь 609 плавців з 75 країн світу, які змагалися за 148 комплектів медалей.
Чемпіонати світу проводяться що два роки у додаток до регіональних чемпіонатів. У серпні 2010 року в голландському місті Ейндховен на чемпіонаті світу брало участь 649 спортсменів з 53 країн, які змагалися за 181 комплект медалей.